# Élections municipales de 2009 à Montréal

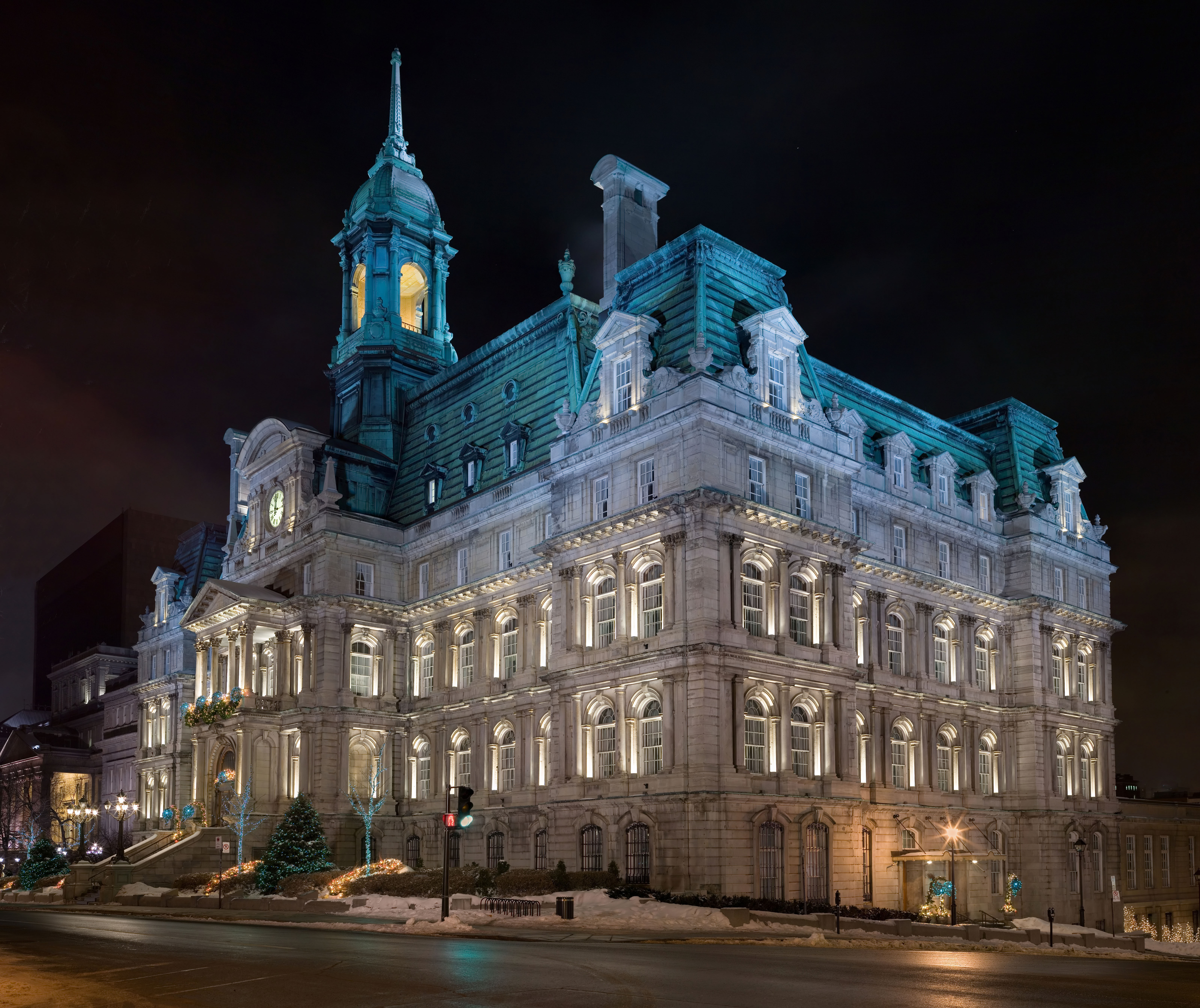
Hôtel de Ville de Montréal.

Les élections municipales de 2009 à Montréal se sont déroulées le 1er novembre 2009. Au pouvoir depuis le 1er janvier 2002, le maire sortant Gérald Tremblay a obtenu un troisième mandat à ce poste.

## Contexte
L’élection municipale se déroulera à un moment difficile pour l’administration en place dirigée par Gérald Tremblay. Durant l’année précédant les élections, l’administration Tremblay a essuyé les critiques sur sa gestion dans plusieurs dossiers, dont celui des compteurs d’eau. En 2009, les médias rendait public un scandale sur les conflits d’intérêts du comité exécutif de la Ville. L’ex-président Frank Zampino aurait voyagé à bord d’un bateau de l’un des dirigeants du consortium ayant obtenu le plus gros contrats de l’histoire de la ville de Montréal, l’installation de compteurs d'eau. Toutefois, au niveau du conseil municipal, outre une défaite importante dans l’arrondissement de LaSalle en décembre 2008, le parti de Gérald Tremblay n'a cessé de voir ses rangs gonfler à la suite de défections dans l'opposition.
Le parti de l'opposition Vision Montréal connaît des moments difficiles au cours de la campagne électorale. Le 18 octobre 2009, Benoît Labonté démissionne de son poste de chef de l'opposition officielle et de lieutenant politique de Louise Harel. Des allégations de corruption concernant de présumés liens entre Benoit Labonté et Tony Accurso sont à la base de cette démission.

## Partis politiques et candidatures

### Partis politiques en présence

#### Équipe Tremblay - Union Montréal
Au pouvoir depuis 2002, le parti Union Montréal a été fondé par Gérald Tremblay. Il est au pouvoir depuis l'élection générale de 2001.
Union Montréal a débuté l'année 2009 avec une large longueur d'avance sur les autres partis au niveau du financement. Pour l'année 2008, le parti a réussi à dégager 1,1 million de dollars.

#### Vision Montréal
Le parti Vision Montréal existe depuis 1994. Il a été créé par l'ancien maire Pierre Bourque qui a gouverné à la tête de ce parti de 1994 à 2001. Depuis le départ de ce dernier en 2006 deux chefs se sont succédé François Purcell et Benoît Labonté. Élu au poste de chef en 2009, Benoît Labonté avait annoncé sa candidature pour la mairie lors de l'élection de 2009. Toutefois, en raison de quelques sondages défavorables, de critique à l'égard de son leadership et plusieurs démissions successives,, il céda sa place à Louise Harel le 3 juin 2009. La nouvelle candidate, ex-ministre des affaires municipales dans les gouvernements Bouchard et  Landry, a été connue pour ses critiques acerbes envers la structure actuelle de la ville de Montréal. Elle affirme que l'administration Tremblay a mené une décentralisation excessive de la ville.
Vision Montréal est dans une situation financière difficile. Le parti a clos l'année 2008 avec un déficit de 88 000 $.
Le 18 octobre 2009, Benoît Labonté démissionne de son poste de chef de l'opposition officielle et de lieutenant politique de Louise Harel. Des allégations de corruption concernant de présumés liens entre Benoît Labonté et Tony Accurso sont à la base de cette démission.

#### Autres partis
Un seul autre parti politique a annoncé son intention de briguer les suffrages lors de l’élection. Il s’agit de Équipe Louise O'Sullivan - Parti Montréal - Ville-Marie.

### Candidatures
| Parti        | Parti               | Nombre de candidats | Nombre de candidats    | Nombre de candidats | Nombre de candidats         | Total |
| Parti        | Parti               | Maire de Montréal   | Maire d'arrondissement | Conseiller de ville | Conseiller d'arrondissement | Total |
| ------------ | ------------------- | ------------------- | ---------------------- | ------------------- | --------------------------- | ----- |
|              | Union Montréal      | 1                   | 18                     | 46                  | 38                          | 103   |
|              | Projet Montréal     | 1                   | 18                     | 46                  | 38                          | 103   |
|              | Vision Montréal     | 1                   | 18                     | 45                  | 38                          | 102   |
|              | Équipe O'Sullivan   | 1                   | 4                      | 21                  | 6                           | 32    |
|              | Renouveau municipal | –                   | 1                      | 2                   | 4                           | 7     |
|              | Parti Ville LaSalle | –                   | 1                      | 2                   | 4                           | 7     |
|              | Action civique      | –                   | 1                      | 2                   | 2                           | 5     |
|              | Parti d'Outremont   | –                   | –                      | –                   | 3                           | 3     |
|              | Fierté Montréal     | 1                   | –                      | 1                   | –                           | 2     |
|              | Parti ethnique      | –                   | –                      | –                   | 2                           | 2     |
| Indépendants | Indépendants        | 1                   | 6                      | 17                  | 8                           | 32    |
| Total        | Total               | 6                   | 67                     | 182                 | 143                         | 398   |

## Enjeux

### Évènements et chronologie
2009
- 3 juin : Annonce de la candidature de Louise Harel à la mairie

### Soutien de la presse
|             | En 2005 | En 2005         | En 2009 | En 2009         |
| ----------- | ------- | --------------- | ------- | --------------- |
| The Gazette |         | Gérald Tremblay |         | Gérald Tremblay |
| La Presse   |         | Gérald Tremblay | Aucun   | Aucun           |
| Le Devoir   |         | Gérald Tremblay |         | Louise Harel    |

### Sondages
| Dernier jour du sondage | Gérald Tremblay | Louise Harel | Richard Bergeron | Louise O'Sullivan | Autres | Abstention | Indécis | Sondeur    | ME    | Lien |
| ----------------------- | --------------- | ------------ | ---------------- | ----------------- | ------ | ---------- | ------- | ---------- | ----- | ---- |
| Dernier jour du sondage |                 |              |                  |                   |        | Abstention | Indécis | Sondeur    | ME    | Lien |
| Résultats du vote       | 37,90           | 32,73        | 25,45            | 2,02              | 1,90   |            |         |            |       |      |
| 29 octobre 2009         | 30              | 34           | 32               | 4                 | NC     | NC         | 10      | Angus Reid | ± 3,4 | HTML |
| 15 octobre 2009         | 36              | 37           | 23               | 2                 | NC     | NC         | 33      | Angus Reid | ± 3,4 | HTML |
| 11 septembre 2009       | 35              | 40           | 20               | 3                 | 3      | NC         | 32      | Angus Reid | ± 3,4 | HTML |
| 3 juin 2009             | 27              | 40           | 7                | 3                 | 4      | 10         | 9       | Léger      | ± 4,0 | PDF  |

## Résultats

### Mairie
| Partis                            | Partis                            | Candidats                         | Vote      | %     | Majorité |
| --------------------------------- | --------------------------------- | --------------------------------- | --------- | ----- | -------- |
|                                   | Union Montréal                    | Gérald Tremblay (maire sortant)   | 159 020   | 37,90 | 21 719   |
|                                   | Vision Montréal                   | Louise Harel                      | 137 301   | 32,73 |          |
|                                   | Projet Montréal                   | Richard Bergeron                  | 106 768   | 25,45 |          |
|                                   | Équipe O'Sullivan                 | Louise O'Sullivan                 | 8 490     | 2,02  |          |
|                                   | Fierté Montréal                   | Michel Bédard                     | 5 297     | 1,26  |          |
|                                   | Indépendant                       | Michel Prairie                    | 2 648     | 0,63  |          |
|                                   |                                   |                                   |           |       |          |
| Votes valides                     | Votes valides                     | Votes valides                     | 419 524   | 96,68 |          |
| Bulletins rejetés                 | Bulletins rejetés                 | Bulletins rejetés                 | 14 413    | 3,32  |          |
| Total                             | Total                             | Total                             | 433 937   | 100   |          |
| Abstention                        | Abstention                        | Abstention                        | 666 269   | 60,56 |          |
| Nombre d'inscrits / participation | Nombre d'inscrits / participation | Nombre d'inscrits / participation | 1 100 206 | 39,44 |          |

### Conseil municipal
| Parti | Parti           | Sièges remportés  | Sièges remportés       | Sièges remportés    | Total |
| Parti | Parti           | Maire de Montréal | Maire d'arrondissement | Conseiller de ville | Total |
| ----- | --------------- | ----------------- | ---------------------- | ------------------- | ----- |
|       | Union Montréal  | 1                 | 12                     | 26                  | 39    |
|       | Vision Montréal | 0                 | 4                      | 12                  | 16    |
|       | Projet Montréal | 0                 | 2                      | 8                   | 10    |

## Liste des maires de arrondissements

Maires d'arrondissements élus en 2009
Union Montréal
Vision Montréal
Projet Montréal

| Nom                                      | Population (2011) | Maire en 2013                                    | Parti politique                                                 |
| ---------------------------------------- | ----------------- | ------------------------------------------------ | --------------------------------------------------------------- |
| Ahuntsic-Cartierville                    | 126 891           | Pierre Gagnier                                   | Projet Montréal                                                 |
| Anjou                                    | 41 928            | Luis Miranda                                     | Union Montréal                                                  |
| Côte-des-Neiges–Notre-Dame-de-Grâce      | 165 031           | Lionel Perez                                     | Union Montréal                                                  |
| Lachine                                  | 41 616            | Claude Dauphin                                   | Indépendant                                                     |
| LaSalle                                  | 74 276            | Manon Barbe                                      | Union Montréal                                                  |
| Le Plateau-Mont-Royal                    | 100 390           | Luc Ferrandez                                    | Projet Montréal                                                 |
| Le Sud-Ouest                             | 71 546            | Benoit Dorais                                    | Vision Montréal                                                 |
| L'Île-Bizard–Sainte-Geneviève            | 18 097            | Richard Bélanger                                 | Union Montréal                                                  |
| Mercier–Hochelaga-Maisonneuve            | 131 483           | Réal Ménard                                      | Vision Montréal                                                 |
| Montréal-Nord                            | 83 868            | Gilles Deguire                                   | indépendant                                                     |
| Outremont                                | 23 566            | Marie Cinq-Mars                                  | Union Montréal                                                  |
| Pierrefonds-Roxboro                      | 68 410            | Monique Worth                                    | Union Montréal                                                  |
| Rivière-des-Prairies–Pointe-aux-Trembles | 106 437           | Chantal Rouleau                                  | Vision Montréal Indépendante Équipe Denis Coderre pour Montréal |
| Rosemont–La Petite-Patrie                | 134 038           | François Croteau                                 | Vision Montréal Projet Montréal                                 |
| Saint-Laurent                            | 93 842            | Alan DeSousa                                     | Union Montréal                                                  |
| Saint-Léonard                            | 75 707            | Michel Bissonnet                                 | Union Montréal                                                  |
| Verdun                                   | 66 158            | Ginette Marotte                                  | Indépendante                                                    |
| Ville-Marie                              | 84 103            | Ville-Marie n'élit pas de maire d'arrondissement | Ville-Marie n'élit pas de maire d'arrondissement                |
| Villeray–Saint-Michel–Parc-Extension     | 142 222           | Anie Samson                                      | Vision Montréal                                                 |

#### Résultats électoraux
- Ville de Montréal - Rapport officiel du recensement des votes - Scrutin du 1er novembre 2009

Site des principaux partis
- Équipe Tremblay - Union Montréal
- Vision Montréal
- Projet Montréal